# 馬爾堡公國
馬爾堡公國（英語：Principality of Marlborough），是1993年於澳洲昆士蘭州洛坎普頓短暫成立的一個私人國家，奉行君主專制，使用的貨幣是澳洲元。該國位於22°30′18.19″S 149°9′6.45″E / 22.5050528°S 149.1517917°E，約在澳洲洛坎普頓的北方兩百公里處。
1993年農夫喬治·穆爾賀發現他的產業Kierawonga & Indicus有可能會被澳洲聯邦銀行收回時，到昆士蘭最高法院質疑匯票的合法性。當他打輸官司後，被正當程序否定的穆爾賀回到他的產業上，和他的妻子以及約三十個支持者一起宣布獨立，且宣告此後銀行和昆士蘭政府在該地即沒有任何合法的權力。
在宣告獨立十一天後（大約早晨五點時），一百二十位昆士蘭警察進入他的土地，強制驅逐穆爾賀等人。之後他們獲得全球媒體的注意，媒體並將他們塑造成受冷血政府迫害的認真百姓。
在獨立期間，穆爾賀等人同時採用澳洲、蘇格蘭、澳洲原住民和聯合國的旗幟代表他們的政權。
1993年的女王壽辰假期週末，一小群身著備料軍服的人企圖襲擊位於坎培拉的議會大樓。在與警衛人員起衝突時，他們自稱是「馬爾堡解放軍」，隨後這群人被證明是高中生的鬧劇。
2004年时，穆爾賀等人已未繼續宣稱該國存在。

## 外部連結
- DIY Sovereignty and the Popular Right in Australia （页面存档备份，存于）